# Tersilochus longicaudatus
Tersilochus longicaudatus är en stekelart som beskrevs av Horstmann 1971. Tersilochus longicaudatus ingår i släktet Tersilochus och familjen brokparasitsteklar. Inga underarter finns listade i Catalogue of Life.